# Лурониум
Луро́ниум (лат. Lurónium) — монотипный род водных растений семейства Частуховые. Единственный вид — Лурониум плавающий (Luronium natans), распространённый в стоячих водах Северной Германии и в Испании.

## Названия
Синонимы научного названия вида:
- Alisma natans L.basionym
- Elisma natans Buchen.

По причине того, что вид Luronium natans относили к роду Частуха (Alisma) и его научным названием было Alisma natans, в русскоязычной литературе растение иногда встречается под названиями «частуха плавающая» и «алисма плавающая».

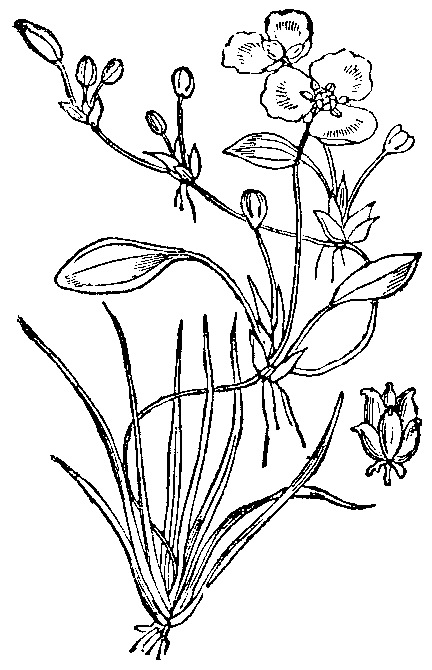
Ботаническая иллюстрация из книги Naše škodljive rastline, 1892

## Биологическое описание
Растение это состоит из подводной розетки узеньких, очень нежных, прозрачных листьев, из середины которых выходит тонкий длинный стебелёк, несущий на конце розетку с овальными листочками и цветами. Стебель этот, прежде чем подняться к поверхности, в нижней части своей стелется по дну и пускает в коленях ростки, которые, дав корни, становятся часто самостоятельными растениями, пускающими такой же плавающий стебель, как и родоначальное растение.
Кроме плавающих листьев, плавающий стебель пускает часто также подводные усы, оканчивающиеся пучками таких же, как и подводные, узколинейных листьев. Эти пучки служат самым удобным средством размножения растения. То же самое происходит и с оторванной розеткой овальных, плавающих листьев. При использовании первого способа пучок сажают совсем под воду, при использовании второго его сначала покрывают лишь немного водой, а потом увеличивают глубину уже по мере развития новых листьев. Температуру требует комнатную, любит илистый грунт и свет.
Может использоваться как аквариумное растение.